# آرتانا (اسپانیا)
آرتانا (به اسپانیایی: Artana) یک دهستان در اسپانیا است که در Plana Baixa واقع شده‌است. آرتانا ۳۶٫۳ کیلومتر مربع مساحت و ۱٬۹۹۴ نفر جمعیت دارد و ۲۶۱ متر بالاتر از سطح دریا واقع شده‌است.